# Joan d'Epifania
Joan d'Epifania fou un historiador romà d'Orient d'Epifania (Epiphaneia) a Síria que va florir vers el final del segle vi.
Evagri d'Epifania en parla com un parent i conciutadà (en el sentit de viure a la mateixa regió, no a la mateixa ciutat). Va escriure una obra històrica sobre les guerres romano-perses des de la darrera part del regnat de Justinià I fins a la restauració del rei persa Còsroes II per l'emperador Maurici. Evagri diu que aquesta història encara no s'havia publicat el 593 o 594.
De vegades s'ha confós amb Joan Retòric, que va escriure una història dels temps de Teodosi II, Marcià, Lleó I el Traci, Lleó II i Zenó, i citat també diverses vegades per Evagri d'Epifania.